# Аль-Джабир, Али Хасан
Али Хассан аль-Джабер (араб. علي حسن الجابر‎, 12 декабря 1955 — 12 марта 2011) — катарский кинооператор катарской телекомпании Аль-Джазира, погибший при освещении военных событий в Ливии.
Он стал первым иностранным журналистом, убитым в ходе Гражданской войны в Ливии в 2011 году. Тремя другими иностранными фотожурналистами, погибшими в Ливии при освещении войны, стали: Тим Хетерингтон и Крис Хондорс, убитые в Мисурате, а также Антон Хаммерл, убитый в окрестностях Марсы-Бреги.

## Образование
Али Хассан обучался кинематографии в Академии искусств в Каире (Египет).

## Карьера
Али Хассан работал на телеканале Qatar TV в Дохе около 20 лет, затем перейдя на работу в Аль-Джазиру.

## Гибель
Его последней работой стало освещение Гражданской войны в Ливии. Он был застрелен в Сулуке во время своего возвращения в восточную часть Бенгази после создания репортажа. Его коллега Насер аль-Надар также был ранен. Аль-Джабер был доставлен в госпиталь, но ему не смогли спасти жизнь.

## Реакция
Вадах Ханфар, генеральный директор Аль-Джазиры, сказал, что убийство стало продолжением «беспрецедентной кампании» против Аль-Джазиры, развязанной Муаммаром Каддафи.
В Бенгази состоялась демонстрация в поддержку журналиста, когда стало известно о событии.
13 марта, на следующий день, Amnesty International осудила убийство, в то время как Репортёры без границ заявили о своём возмущении произошедшим.